# Бруннерова железа

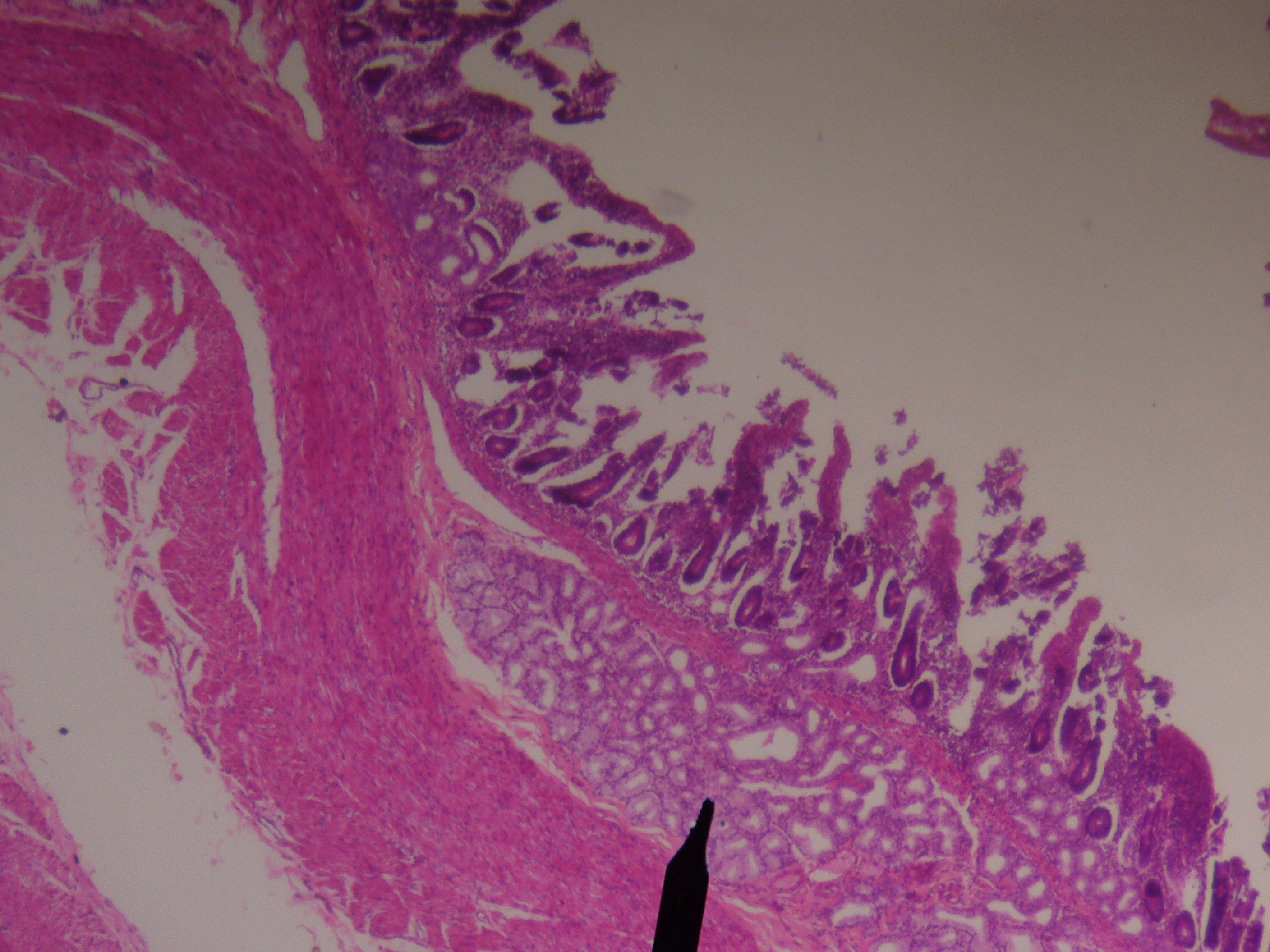
Бруннерова железа человека

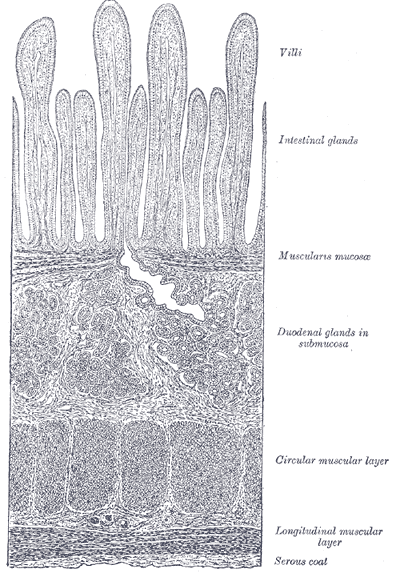
Бруннеровы железы на рисунке из Анатомии Грея (Duodenal glands in submucosa)

Бру́ннеровы же́лезы (лат. glandulae duodenales; синонимы: дуодена́льные же́лезы, бру́ннеровские же́лезы) — сложные разветвленные альвеолярно-трубчатые железы двенадцатиперстной кишки, принимающие участие в продукции кишечного сока.

## Локализация
Бруннеровы железы находятся в подслизистом слое двенадцатиперстной кишки (ДПК). В верхней трети ДПК Бруннеровы железы располагаются непрерывной линией. В области фатерова соска — рассеяны. Ниже фатерова соска Бруннеровы железы встречаются в двенадцатиперстной и тощей кишках в виде единичных экземпляров.

## Секреция
Секреторные клетки бруннеровых желёз — высокопризматические мукоциты, располагающиеся в один ряд в концевых отделах желёз. Ядра этих клеток расположены с базальной стороны, а апикальная часть клеток заполнена секреторными гранулами, содержащими пепсиноген, пептидазу, амилазу, нейтральные гликопротеины, энтерокиназу, дуоденазу.
Бруннеровы железы продуцируют секрет, представляющий собой густую бесцветную жидкость, главным компонентом которой является муцин, близкий по своим свойствам к муцину желудочного сока. Его кислотность находится в пределах от нейтральной (pH = 7) до слабощелочной (pH = 8), что обеспечивается присутствием бикарбонатов.
Основное функциональное назначение секрета бруннеровых желёз — нейтрализация кислоты желудочного сока, защита слизистой оболочки тонкой кишки, выполнение роли носителя пищеварительных ферментов, работающих в пристеночном слое слизи и подготовка химуса к полостному кишечному пищеварению.
Некоторые авторы относят бруннеровы железы к пилорическим, исходя из их близости в функциональном отношении. Также, как и пилорические, они секретируют слизь, изоформу пепсиноген II.
В бруннеровых железах встречаются следующие клетки гастроэнтеропанкреатической эндокринной системы, вырабатывающие регуляторные пептиды: D-клетки (продуцируют соматостатин), G-клетки (гастрин), I-клетки (холецистокинин), ECL-клетки (субстанцию Р), L-клетки (пептид YY), а также клетки, продуцирующие нейропептиды: вазоактивный интестинальный пептид, нейропептид Y и гастрин-релизинг пептид.

## Гиперплазия бруннеровых желёз
Гиперплазия бруннеровых желез выражается в увеличении их количества и общего размера самой железы, что лучше всего представлено в луковице двенадцатиперстной кишки. Гиперплазия бруннеровых желез чаще встречается у мужчин. При эндоскопическом исследовании гиперплазированная брунерова железа имеет вид узелка на слизистой оболочке двенадцатиперстной кишки.
Аденома из бруннеровых желёз состоит из множества мелких узелков, расположенных в слизистой оболочке и секретирующих очень вязкую щелочную слизь. Она не является истинной опухолью, а представляет собой гиперплазию желёз подслизистого слоя стенки двенадцатиперстной кишки. Пациентов она не беспокоит и выявляется обычно при рентгенографии.
Максимальная кислотная продукция обычно значительно больше у пациентов с гиперплазией бруннеровых желез. 

## Бруннеровы железы и развитие гастродуоденита
Бруннеровы железы играют важнейшую роль в поддержания баланса процессов кислотообразования и кислотонейтрализации в системе желудок-двенадцатиперстная кишка. Воспалительные процессы в слизистой оболочке желудка часто становятся причиной увеличения кислотопродукции. Вследствие адаптационно-компенсаторной реакции бруннеровых желез и бокаловидных клеток происходит ответное увеличение секреции слизи в двенадцатиперстной кишке. Сохранение воспаления слизистой оболочки желудка и двенадцатиперстной кишки вторично приводит к усилению функционирования как кислотопродуцирующих клеток, так и бруннеровских желёз. Дальнейшее увеличение нейтрализующей активности со стороны  бруннеровых и пилорических желёз свидетельствует о наличии стойких компенсаторных механизмов сохранения постоянства внутренней среды. Исследование методами экспресс- и эндоскопической pH-метрии и желудочного зондирования различных частей желудка и двенадцатиперстной кишки показало, что при дальнейшем наращивании кислотной продукции возникают дистрофические и субатрофические явления в  бруннеровых и пилорических железах и объём вырабатываемого ими секрета не способен полностью выполнить функцию кислотонейтрализации. Формируется стойкий гиперацидный синдром, вызывающий развитие гастродуоденита.

## Дуокринин
В литературе часто упоминается гормон, продуцируемый слизистой оболочкой двенадцатиперстной кишки дуокринин и стимулирующий секрецию бруннеровых желёз. При этом одни источники подчёркивают, что это «гипотетический» гормон, а другие отмечают, что в чистом виде он не выделен.

## Этимология
Названы в честь крупнейшего швейцарского анатома Иоганна Конрада Бруннера (нем. Johann Konrad Brunner; 1653—1727), открывшего в 1686 году эти железы в двенадцатиперстных кишках человека и собаки.